# Восленський Михайло Сергійович
Миха́йло Сергі́йович Восле́нський (рос. Восленский Михаил Сергеевич нар.6 грудня 1920, Бердянськ, Таврійська губернія, УСРР — пом.8 лютого 1997, Бонн, Німеччина) — російський історик і соціолог українського походження. Утікач з СРСР.

## Біографія
Батько Восленського був економістом, мати — викладачкою математики. Родина переїхала до Москви 1925 року.
1939 закінчив середню школу і вступив на історичний факультет Московського державного університету імені М. В. Ломоносова (МДУ).
Після закінчення МДУ рік працював у Коломенському вчительському інституті. Потім повернувся до Москви і 1945 року вступив до аспірантури.
1946 року працював перекладачем на Нюрнберзькому процесі, потім в союзній контрольній раді з Німеччини.
1947 повернувся до Москви. 1950 року захистив кандидатську дисертацію.
У 1953—1955 роках працював у Всесвітній Раді миру, потім — науковий співробітник в Академії наук і вчений секретар Комісії з роззброєння. У листопаді 1955 року вступив на роботу в сектор загальних проблем Імперіалізму Інституту економіки АН СРСР, звідки в серпні 1956 року перейшов в ІМЕМ — спочатку в сектор міжнародних відносин, а потім очолив групу у Відділі інформації. 1965 року захистив докторську дисертацію.
Весь цей час Восленський часто виїжджав у закордонні відрядження по лінії АН СРСР, Радянського комітету захисту миру, Пагуошського комітету. У квітні 1970 року Восленський перейшов на роботу в Інститут загальної історії АН СРСР.
1972 року, перебуваючи у відрядженні в ФРН, вирішив не повертатися до СРСР.
1976 року був позбавлений радянського громадянства, а в серпні 1990 поновлений у громадянстві СРСР.
Автор відомої книги «Номенклатура» (1980, США), заснованої на ідеях Мілована Джиласа, викладених у книзі «Новий клас [Архівовано 12 червня 2008 у Wayback Machine.]». В книзі аналізується радянський правлячий клас, видана багатьма мовами (понад 10).

## Праці
- Номенклатура. Панівний клас Радянського Союзу, паперовий варіант — наприклад Восленский М. Номенклатура. — М. : «Захаров», 2005. — 640 с. — ISBN 5-8159-0499-6.
- Таємні зв'язки США та Німеччини.
- Клас панівний і приречений.  [Архівовано 7 січня 2012 у Wayback Machine.]Інтерв'ю з автором книги «Номенклатура» М.С. Восленського («Посев» 1984, № 11) [Архівовано 7 січня 2012 у Wayback Machine.]